# إدو توريس
إدو توريس (بالإسبانية: Edu Torres)‏ هو مدرب كرة سلة إسباني، ولد في 26 مايو 1964 في برشلونة في إسبانيا.

## روابط خارجية
- إدو توريس على موقع الدوري الإسباني لكرة السلة (الإسبانية)